# Си Дзинпин
Си Дзинпин (на традиционен китайски: 習近平, на опростен китайски: 习近平) е китайски политик, който е генерален секретар на Китайската комунистическа партия (ККП) и председател на Централната военна комисия от 2012 г. и председател на Китайската народна република (КНР) от 2013 г. Си е върховен лидер на Китай от 2012 г.
През 2016 г. партията официално го удостоява с титлата „основен“ лидер. От 2007 г. е член на ръководния орган – Постоянния комитет на Политбюро на ЦК на ККП. Си Дзинпин е наричан най-влиятелният и популярен лидер на Китай след Дън Сяопин и сега е наричан най-влиятелният след Мао.
Откакто идва на власт, Си предприема широкообхватни мерки за укрепване на партийната дисциплина и осигуряване на вътрешно единство. Неговата забележителна антикорупционна кампания довежда до падането на видни действащи и пенсионирани служители. Си затяга ограниченията за гражданското общество и засилва идеологическия дискурс, като застъпва цензурата в Интернет в Китай като концепция за „мрежов суверенитет“. Си призовава за по-нататъшни пазарни икономически реформи, върховенство на закона и укрепване на правните институции, съсредоточавайки се върху индивидуалните и националните стремежи под мотото „Китайска мечта“. Си също така се застъпва за по-твърда външна политика, особено по отношение на китайско-японските отношения, претенциите на Китай към Южнокитайско море и ролята му на водещ защитник на свободната търговия и глобализацията. Неговото външнополитическо кредо е „дипломация на великата държава с китайски характеристики“. Той се стреми да разшири евразийското влияние на Китай чрез инициативата „Един пояс, един път“.

## Биография
Роден е в Пекин на 15 юни 1953 г. Син е на известния китайски политик Си Чжунсюн (15 октомври 1913 – 24 май 2002) – бивш заместник-председател на Държавния съвет (вицепремиер), уволнен и репресиран при политическа чистка на Мао Дзъдун през 1962 г., реабилитиран по времето на Дън Сяопин, чиито реформи подкрепя заедно с останалите от 8-те безсмъртни на Китайската комунистическа партия. Женен е за певицата Пън Лиюен.
Член е на Постоянния комитет на Политбюро на ЦК на ККП (2007) и на Секретариата на ЦК на ККП, директор на Партийната школа при ЦК на ККП. От октомври 2010 г. е заместник-председател на Централната военна комисия на ЦК на ККП до избора му за негов председател през 2012 г.
От 2008 г. заема поста заместник-председател на КНР до избора му за неин председател през 2013 г.
На 23 октомври 2017 г. на XIX конгрес на Китайската комунистическа партия Си Дзинпин е преизбран за генерален секретар на Централния комитет на Китайската комунистическа партия.
На 24 октомври 2017 г., на 19-ия конгрес на ККП, идеята на Си Дзинпин за социализъм с китайска специфика в новата ера е официално включена в Устава на ККП. За първи път от времето на Мао Цзедун това се случва преди изтичането на мандата на генералния секретар на ЦК. По отношение на степента на влияние върху страната Си Дзинпин се изравнява с основателя на КНР Мао Цзедун и Дън Сяопин, а идеите му по важност за КНР се оказват сравними с „марксизма-ленинизма, идеите на Мао Цзедун, теорията на Дън Сяопин, важните идеи на тройното представителство и концепцията за научно развитие”.
При Си Дзинпин е стартирана антикорупционна кампания, която засяга както обикновените хора, така и висшето ръководство. През 2018 г. 621 000 души са били преследвани в Китай за корупционни действия (от които 526 000 са получили партийни санкции).

## Забрана на критиката
Критиката към държавния глава в Китай е потисната от цензурата, но блогърите намират изход с помощта на намеци и алегории. По-специално, критиците използват образа на Мечо Пух поради известна прилика с лидера на политическата партия. В резултат на това всяко споменаване на Мечо Пух е забранено в Китай. По-специално, през февруари 2019 г. компютърната игра Devotion, създадена от тайванско студио, е премахната от китайската секция на услугата Steam, в която са видени надписи, наричащи Си Дзинпин „слабоумен Мечо Пух“.